# Falkenhain (Müglitztal)
Falkenhain ist ein Ortsteil der Gemeinde Müglitztal im Landkreis Sächsische Schweiz-Osterzgebirge, Sachsen.

## Geographie
Falkenhain liegt im Norden der Gemeinde Müglitztal. Es befindet sich auf einer Hochfläche orografisch links und 40 bis 70 Höhenmeter über dem Tal der Müglitz südöstlich von Dresden. Falkenhain liegt in einem Seitentälchen der Müglitz, das in der Ortslage noch relativ flach ist und sich unmittelbar östlich von Falkenhain unter dem Namen „Hentzes Grund“ tief ins Gelände eingräbt. Die dortigen Steilhänge sind bewaldet. Falkenhain ist ein Waldhufendorf; die eigentliche Ortslage befindet sich auf 220 bis 255 m ü. NN. Die Waldhufenflur um den Ort hatte 1842 eine Fläche von etwa 199 Hektar. Im Osten reicht sie bis zur Müglitz und im Nordwesten bis zum Spargrundbach. Dort hat Falkenhain Anteil am Naturschutzgebiet „Spargründe bei Dohna“.
Benachbarte Müglitztaler Ortsteile sind Ploschwitz im Norden, Weesenstein im Südosten, Burkhardswalde auf der anderen Seite des Müglitztals im Süden und Crotta im Südwesten. Im Osten grenzt entlang der Müglitz der Dohnaer Stadtteil Köttewitz an. Nächstgelegene Orte in westlicher bzw. nordwestlicher Richtung sind die Dohnaer Stadtteile Tronitz und Sürßen.
Durch Falkenhain verläuft die Straße von Weesenstein über Schmorsdorf nach Maxen. Die Adresse aller Häuser lautet wegen der geringen Größe des Ortes schlicht Falkenhain, ergänzt durch die jeweilige Hausnummer. Der Reisedienst Dreßler stellt mit seiner Buslinie 202 eine ÖPNV-Verbindung von Falkenhain nach Heidenau, Dohna, Mühlbach und Maxen her. Im Müglitztal verlaufen am Rand der Falkenhainer Flur die Müglitztalstraße sowie die Müglitztalbahn, die in der Nähe am Haltepunkt Weesenstein Station macht.

## Geschichte

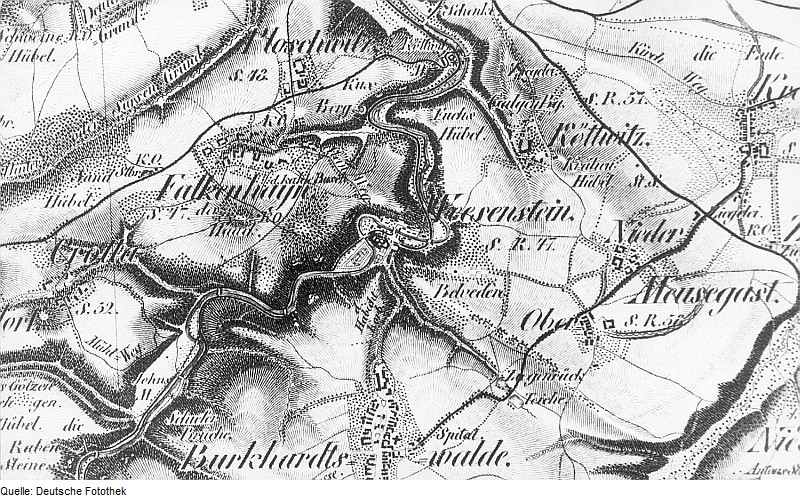
„Falkenhayn“ auf einer Karte aus dem 19. Jahrhundert

Der Ortsname ist deutschen Ursprungs und setzt sich zusammen aus den Wörtern Hain und „Falke“. Letzteres meint entweder den gleichnamigen Vogel oder geht zurück auf Falk bzw. Falko, den Vornamen eines Lokators. Damit bedeutet der Ortsname „Rodungssiedlung eines Falko“ oder „Rodungssiedlung an einem Ort, wo es Falken gibt“. Erstmals wurde der Ort 1406 urkundlich erwähnt. Danach waren mehrere unterschiedliche Schreibweisen in Gebrauch, darunter „Valkenhayn“ und „Falckenhayn“. Zur Unterscheidung von vier gleichnamigen Orten allein in Sachsen hieß der Ort 1791 „Falckenhayn, b. Weesenstein“ und 1875 „Falkenhain b. Pirna“.
Bereits 1455 wurde ein Vorwerk in Falkenhain erwähnt. Die Besitzer des Rittergutes Weesenstein übten ab dem 16. Jahrhundert die Grundherrschaft in dem Ort aus. Die Verwaltung Falkenhains oblag zunächst dem Amt Pirna und 1856 dann dem Gerichtsamt Pirna. Auf Grundlage der Landgemeindeordnung von 1838 erlangte Falkenhain Selbstständigkeit als Landgemeinde, zu der als Ortsteil auch das direkt benachbarte Ploschwitz zählte. Falkenhain gehörte 1875 zur Amtshauptmannschaft Pirna, in der Zeit der DDR dann zum Kreis Pirna. Im Jahr 1974 kam es durch Eingemeindung zu Maxen, das 1994 mit anderen Gemeinden zu Müglitztal fusionierte. Eingepfarrt ist der Ort seit Jahrhunderten nach Dohna in die Marienkirche.

## Einwohnerentwicklung
| Jahr | Einwohner                                |
| ---- | ---------------------------------------- |
| 1551 | 8 besessene Mann, 1 Gärtner, 12 Inwohner |
| 1764 | 7 besessene Mann, 3 Gärtner, 4 Häusler   |
| 1834 | 114                                      |
| 1871 | 159                                      |
| 1890 | 163                                      |
| 1910 | 195                                      |
| 1925 | 206                                      |
| 1939 | 198                                      |
| 1946 | 239                                      |
| 1950 | 231                                      |
| 1964 | 200                                      |
| 1990 | siehe Maxen                              |